# Antonio Hart
Antonio Hart (Baltimore, 30 september 1968) is een Amerikaanse jazz-saxofonist (altsaxofoon en sopraansaxofoon), die Neo-bop speelt.
Hart studeerde aan Baltimore School for the Arts, Berklee College of Music en Queens College, City University of New York. Hij speelde bij Dizzy Gillespie en Art Blakey en werkte veel samen met Roy Hargrove. In 1991 verscheen zijn eerste album als leider. Zijn plaat "Here I Stand" uit 1997 werd genomineerd voor een Grammy in de categorie 'Best Jazz Instrumental Solo'. Hart is professor 'Jazz Studies' aan Queens College, City University of New York.
Hart heeft meegespeeld op opnames van onder meer Gillespie, Hargrove, Cecil Bridgewater, Jazz Networks, Terence Blanchard, Slide Hampton, McCoy Tyner, Robin Eubanks, Nat Adderley, Monty Alexander, Cecil Brooks III, Cyrus Chestnut, Phil Woods, Freddy Cole, Benny Green, Dee Dee Bridgewater, Ray Brown,  Dave Holland en Gerald Wilson.

## Discografie (selectie)
- For the First Time, Novus Records, 1991
- Don't You Know I Care, Novus, 1992
- For Cannonball & Woody, Novus, 1993 ('albumpick' Allmusic)
- It's All Good, Novus, 1994
- Here I Stand, Impulse! Records/GRP Records, 1997
- Collected Antonio Hart, RCA Victor, 1998
- Ama Tu Sonrisa, Enja Records, 2001
- All We Need, Downtown Sound, 2004